# Petra Roek
Petra Roek (* 23. Mai 1951 in Berlin) ist eine deutsche Autorin.

## Leben
Sie ist verheiratet und ausgebildete Diplom-Verwaltungswirtin. Nach der Geburt ihrer Tochter entschied sie sich für ihre Familie und gab ihren Beruf auf. 1981 bekam sie per Zufall die Gelegenheit, für Hildegard Knef, die von Anbeginn ihrer Karriere alle Veröffentlichungen und Fotos über sich sammelte, ein Archiv aufzubauen. Da sich das Büro in der Villa der Schauspielerin befand, blieb es nicht aus, dass sich beide Frauen begegneten und später Freundinnen wurden.
Petra Roek begleitete Hildegard Knef zu ihren Auftritten, half bei der Erledigung der Autogrammpost, kümmerte sich um die private und geschäftliche Korrespondenz. Sie betreute Hildegard Knef während ihrer letzten Lebensjahre, die vermehrt durch Krankheiten gezeichnet waren und wirkte letztlich bei der Organisation der Trauerfeierlichkeiten mit. Seit der Zeit der intensiven Arbeit mit dem Archivmaterial legte sie sich eine große Sammlung autobiographischer Literatur und Fachbücher zu, besonders solche, in denen Hildegard Knef vorkam.
Nach Hildegard Knefs Tod nahm Petra Roek Kontakt zu Fachgremien, Kollegen und Fans auf und ergänzte Lücken in Hildegard Knefs Leben, über die diese nicht gern in der Öffentlichkeit sprach, und trennte Erdichtetes von Realem. Roek kam in den Besitz einer wertvollen Sammlung von Briefen, Filmprogrammen, Autogrammkarten, Schallplatten und Tonträgern. Wertvoll deshalb, weil Vieles noch unveröffentlicht ist.
Ihre persönliche enge vertrauliche Beziehung zu Hildegard Knef, die ihr weitgehende Einblicke in deren Leben ermöglicht haben, sowie ihr außergewöhnliches über lange Jahre gewachsenes Sachwissen ermöglichte Petra Roek die Verfassung einer grundlegenden Biografie und macht sie zu einer Expertin über Hildegard Knef, die gerne von Museen, Drehbuchautoren sowie Journalisten um Rat befragt wird.
Im Februar 2009 erschien dann ihr Buch Fragt nicht warum – Hildegard Knef – Die Biografie, die erste autorisierte Biografie mit zahlreichen bis dahin unveröffentlichten Fotos und Dokumenten. Paul von Schell lobte das Buch als „das am sorgfältigsten recherchierte Buch“ über seine Hilde. Der niederländische Magier Hans Klok stellte das Buch – am 27. Mai 2009 im ARD-Morgenmagazin als Kulturtipp vor.
Petra Roek präsentierte ihr Buch im Fernsehen u. a. beim rbb, MDR Fernsehen und TV Berlin. Hinzu kamen mehrere Rundfunk-Interviews.

## Werke
- Fragt nicht, warum. Hildegard Knef – die Biografie. Edel, Hamburg 2009. ISBN 978-3-941378-01-8.
- Fragt nicht warum – Hildegard Knef – Die Biografie. Lau-Verlag, Reinbek 2011. ISBN 978-3-941400-38-2

## Weitere Tätigkeiten
- Beratung Filmmuseum Potsdam für die Ausstellung 1996 – Hildegard Knef – Lebensbilder
- Mitarbeit – Meine Liebeserklärung an Hildegard Knef – 2003
- Sachliche Beratung – Der Geschenkte Gaul –, Musical – Uraufführung in Wilhelmshaven 2003
- Sachliche Beratung – Hier wohnte – Hildegard Knef, rbb Februar 2015